# Greckokatolickie Seminarium Generalne
Greckokatolickie Seminarium Generalne – greckokatolickie seminarium duchowne, utworzone we Lwowie w 1784 dekretem cesarza Józefa II.
Seminarium do 1792 kształciło studentów, również seminarzystów z innych prowincji Austrii (m.in. z Bukowiny), jak również Węgier (m.in. z Siedmiogrodu). 
Seminarium zajmowało się kształtowaniem i wychowywaniem studentów, jak również prowadziło zajęcia z liturgiki oraz śpiewu, natomiast inne zajęcia odbywały się na wydziale teologii Uniwersytetu Lwowskiego.
W 1845 biskup Iwan Snihurski utworzył Greckokatolickie Seminarium Duchowne w Przemyślu, do którego przeszli studenci z terenu eparchii przemyskiej.
Seminarium Generalne zostało rozwiązane rozporządzeniem cesarskim z 13 lipca 1893, a na jego miejsce utworzono trzy diecezjalne greckokatolickie seminaria duchowne – lwowskie, stanisławowskie i tarnopolskie.

## Rektorzy
1783–1784 – ks. Antoni Angełłowicz
1784–1787 – ks. Mychajło Szczawnycki
1787–1797 – ks. Antoni Angełłowicz
? – ?. ks – Mikołaj Skorodyński
1814–1820 – ks. Iwan Ławriwski
1832–1836 – ks. Stefan Tełechowski
1837–1848 – ks. Grzegorz Jachimowicz